# Olympische Sommerspiele 2012/Schwimmen – 4 × 200 m Freistil (Männer)
Der Staffelwettbewerb über 4-mal 200 Meter Freistil der Männer bei den Olympischen Spielen 2012 in London wurde am 31. Juli 2012 im London Aquatics Centre ausgetragen. 16 Staffeln mit insgesamt 84 Athleten nahmen daran teil.
Es fanden zwei Vorläufe statt. Die acht schnellsten Staffeln aller Vorläufe qualifizierten sich für das Finale, das am gleichen Tage ausgetragen wurde.
Abkürzungen: WR = Weltrekord, OR = olympischer Rekord, NR = nationaler Rekord, PB = persönliche Bestleistung, JWB = Jahresweltbestzeit

## Bestehende Rekorde
| Weltrekord         | Vereinigte Staaten (Michael Phelps, Ricky Berens, David Walters, Ryan Lochte)    | 6:58,55 min | Rom, Italien                | 31. Juli 2009   |
| Olympischer Rekord | Vereinigte Staaten (Michael Phelps, Ryan Lochte, Ricky Berens, Peter Vanderkaay) | 6:58,56 min | Peking, Volksrepublik China | 13. August 2008 |

## Titelträger
| Olympiasieger | Vereinigte Staaten (Michael Phelps, Ryan Lochte, Ricky Berens, Peter Vanderkaay) | 6:58,56 min | Peking 2008   |
| Weltmeister   | Vereinigte Staaten (Michael Phelps, Peter Vanderkaay, Ricky Berens, Ryan Lochte) | 7:02,67 min | Shanghai 2011 |
| Europameister | Deutschland (Paul Biedermann, Dimitri Colupaev, Clemens Rapp, Tim Wallburger)    | 7:09,17 min | Debrecen 2012 |

## Vorlauf

### Vorlauf 1
31. Juli 2012
| Platz | Nation      | Besetzung                                                        | Zeit        | Anmerkung |
| ----- | ----------- | ---------------------------------------------------------------- | ----------- | --------- |
| 1     | Frankreich  | Jérémy Stravius Grégory Mallet Amaury Leveaux Clément Lefert     | 7:09,18 min |           |
| 2     | Deutschland | Tim Wallburger Dimitri Colupaev Clemens Rapp Paul Biedermann     | 7:09,23 min |           |
| 3     | Südafrika   | Darian Townsend Jean Basson Sebastien Rousseau Chad le Clos      | 7:11,51 min |           |
| 4     | Ungarn      | Dominik Kozma Péter Bernek László Cseh Gergő Kis                 | 7:11,64 min |           |
| 5     | Japan       | Yūki Kobori Shō Sotodate Chiaki Ishibashi Yūya Horihata          | 7:11,74 min |           |
| 6     | Italien     | Gianluca Maglia Alex Di Giorgio Riccardo Maestri Marco Belotti   | 7:12,69 min |           |
| 7     | Dänemark    | Daniel Skaaning Pál Joensen Anders Lie Mads Glæsner              | 7:15,04 min | NR        |
| 8     | Neuseeland  | Matthew Stanley Steven Kent Dylan Dunlop-Barrett Andrew McMillan | 7:17,18 min |           |

### Vorlauf 2
31. Juli 2012
| Platz | Nation             | Besetzung                                                                 | Zeit        | Anmerkung |
| ----- | ------------------ | ------------------------------------------------------------------------- | ----------- | --------- |
| 1     | Vereinigte Staaten | Charlie Houchin Matthew McLean Davis Tarwater Conor Dwyer                 | 7:06,75 min |           |
| 2     | Australien         | David McKeon Cameron McEvoy Ned McKendry Ryan Napoleon                    | 7:10,50 min |           |
| 3     | Großbritannien     | David Carry Ross Davenport Rob Bale Robert Renwick                        | 7:10,70 min |           |
| 4     | China              | Lü Zhiwu Li Yunqi Jiang Haiqi Dai Jun                                     | 7:11,35 min |           |
| 5     | Russland           | Artjom Lobusow Jewgeni Lagunow Michail Polischtschuk Alexander Suchorukow | 7:11,86 min |           |
| 6     | Belgien            | Dieter Dekoninck Glenn Surgeloose Louis Croenen Pieter Timmers            | 7:14,44 min | NR        |
| 7     | Kanada             | Blake Worsley Colin Russell Tobias Oriwol Alex Page                       | 7:15,22 min |           |
| 8     | Österreich         | David Brandl Christian Scherübl Markus Rogan Florian Janistyn             | 7:17,94 min |           |

## Finale
31. Juli 2012, 20:51 Uhr MEZ
| Platz | Nation             | Besetzung                                                    | Zeit        | Anmerkung |
| ----- | ------------------ | ------------------------------------------------------------ | ----------- | --------- |
| 1     | Vereinigte Staaten | Ryan Lochte Conor Dwyer Ricky Berens Michael Phelps          | 6:59,70 min |           |
| 2     | Frankreich         | Amaury Leveaux Grégory Mallet Clément Lefert Yannick Agnel   | 7:02,77 min | NR        |
| 3     | China              | Hao Yun Li Yunqi Jiang Haiqi Sun Yang                        | 7:06,30 min |           |
| 4     | Deutschland        | Paul Biedermann Dimitri Colupaev Tim Wallburger Clemens Rapp | 7:06,59 min |           |
| 5     | Australien         | Thomas Fraser-Holmes Kenrick Monk Ned McKendry Ryan Napoleon | 7:07,00 min |           |
| 6     | Großbritannien     | Robert Renwick Ieuan Lloyd Rob Bale Ross Davenport           | 7:09,33 min |           |
| 7     | Südafrika          | Darian Townsend Sebastien Rousseau Chad le Clos Jean Basson  | 7:09,65 min |           |
| 8     | Ungarn             | Dominik Kozma László Cseh Péter Bernek Gergő Kis             | 7:13,66 min |           |

Mit diesem Medaillengewinn wurde Michael Phelps der erfolgreichste Olympionike aller Zeiten. Er übertraf mit seiner 19. Medaille die Bestmarke der sowjetischen Turnerin Larissa Latynina.
Die Bronzemedaille bedeutet die erste Medaille in einem Staffelwettbewerb der Männer für China.